# Edgar Goldschmid
Edgar Goldschmid (* 14. Dezember 1881 in Frankfurt am Main; † 26. Mai 1957 in Lausanne) war ein deutscher Arzt und Pathologe.

## Leben
Edgar Goldschmid, Sohn des Bankiers und Kunstsammlers Eduard Goldschmid, besuchte das Lessing-Gymnasium in Frankfurt am Main. Sein Medizinstudium begann er in Freiburg im Breisgau, setzte es in Kiel fort und studierte dann in München, wo er stark von Otto von Bollinger beeinflusst wurde. In München wurde er 1905 mit einer Dissertation über Tuberkulose bei Kindern zum Dr. med. promoviert.
Er arbeitete in Kliniken in München und London,  ein Jahr in Berlin und einige Zeit in Genf, ehe er als Pathologe nach Frankfurt am Main ging. Ab 1913 arbeitete er am Senckenberg-Institut. Nach der Gründung der Universität Frankfurt war er dort ab 1916 als Privatdozent tätig und ab 1922 als außerordentlicher Professor für Pathologie. Er veröffentlichte ab 1920 im Handbuch der normalen und pathologischen Physiologie. Als sein wichtigstes Werk wird Geschichte und Bibliographie der pathologischen-anatomischen Abbildung angesehen, das 1925 bei Hiersemann in Leipzig erschien.
Goldschmid emigrierte in die Schweiz und war ab 1933 Professor für Medizingeschichte an der Universität Lausanne. Er verfügte über eine umfangreiche Bibliothek; sein Haus in Lausanne war mit Gemälden und anderen Kunstwerken aus der Sammlung seines Vaters ausgestattet.